# Ixtacuixtla de Mariano Matamoros
Ixtacuixtla de Mariano Matamoros är en kommun i Mexiko.   Den ligger i delstaten Tlaxcala, i den sydöstra delen av landet, 80 km öster om huvudstaden Mexico City. Antalet invånare är 32 162.
Följande samhällen finns i Ixtacuixtla de Mariano Matamoros:
- Villa Mariano Matamoros
- Santa Justina Ecatepec
- La Soledad